# Unidentia
Unidentia is een geslacht van weekdieren uit de klasse van de Gastropoda (slakken).

## Soorten
- Unidentia angelvaldesi Millen & Hermosillo, 2012
- Unidentia nihonrossija Korshunova, Martynov, Bakken, Evertsen, Fletcher, Mudianta, Saito, Lundin, Schrödl & Picton, 2017
- Unidentia sandramillenae Korshunova, Martynov, Bakken, Evertsen, Fletcher, Mudianta, Saito, Lundin, Schrödl & Picton, 2017